# Cook Island Aquatic Reserve
Cook Island Aquatic Reserve ist ein 73 ha großes Meeresschutzgebiet in der Tasmansee, einem Randmeer des südlichen Pazifik, etwa 600 m von Fingal Head auf dem Festland von New South Wales in Australien entfernt. Entdeckt wurde Cook Island von James Cook im Jahr 1770. Die Felseninsel ist heute als Brutstätte von Seevögeln und für eine reichhaltige Meeresfauna bekannt.

## Geschichte
Cook kartografierte die Küstenlinie. Anschließend setzte Cook seine Fahrt entlang der Ostküste Australiens nach Norden fort und benannte zwei naheliegende Berge, den Mount Warning und Point Danger, nachdem er dort beinahe Schiffbruch erlitten hatte.
1823 ankerte John Oxley vor der Insel, weil er Schutz vor den starken südlichen Winden suchte. Zwei Männer seiner Mannschaft landeten auf ihr und nannten sie Turtle Island (deutsch: Schildkröteninsel), da sie dort Meeresschildkröten vorfanden. Sie entdeckten auch ein nicht identifiziertes Schiffswrack. Fünf Jahre später kam der britische Admiral Henry John Rous, der den Tweed River entdeckte, zur Insel und nannte sie Cook’s Isle. Diesen Namen trägt sie bis heute.
Der australische Speerfischer Ben Cropp berichtete, dass er ein europäisches Frachtschiff gesehen habe, das auf der Insel im 16. Jahrhundert unterging.
Zum Schutzgebiet wurde die Insel am 23. Oktober 1998 ernannt und vom Department of Environment and Climate Change von New South Wales und seit 2004 auch vom Department of Primary Industries verwaltet.

## Flora und Fauna
Cook Island ist eine Brutstätte für zahlreiche Seevögelarten, wie Seeschwalben und Sturmtaucher. Das die Insel umgebende Meeresgebiet weist eine reichhaltige Fauna auf und nach dem zuständigen Offizier für die Küste und Wasserwege des Tweed Shire Council Tom Alletson handelt es sich um ein bedeutendes Habitat von Haien.
Das Meer um Cook Island beinhaltet verschiedene Fischarten wie Anemonenfische, Bullseyes, Zackenbarsche, Drückerfische, Papageifische, Kugelfische, Doktorfische, Süßlippen und Stachelmakrelen. Daneben gibt es eine große Anzahl weitere Arten, wie Schlangensterne, Plattwürmer, Caridea und Nacktkiemer. Weitere heimische Tiere sind Krebstiere, Suppenschildkröten, Quallen, Muscheln und Stachelrochen.
Das Meeresgebiet an der Insel wird von Leoparden- (Brachaelurus waddi), Teppich- (Triakis semifasciata) und Blindhaien aufgesucht.

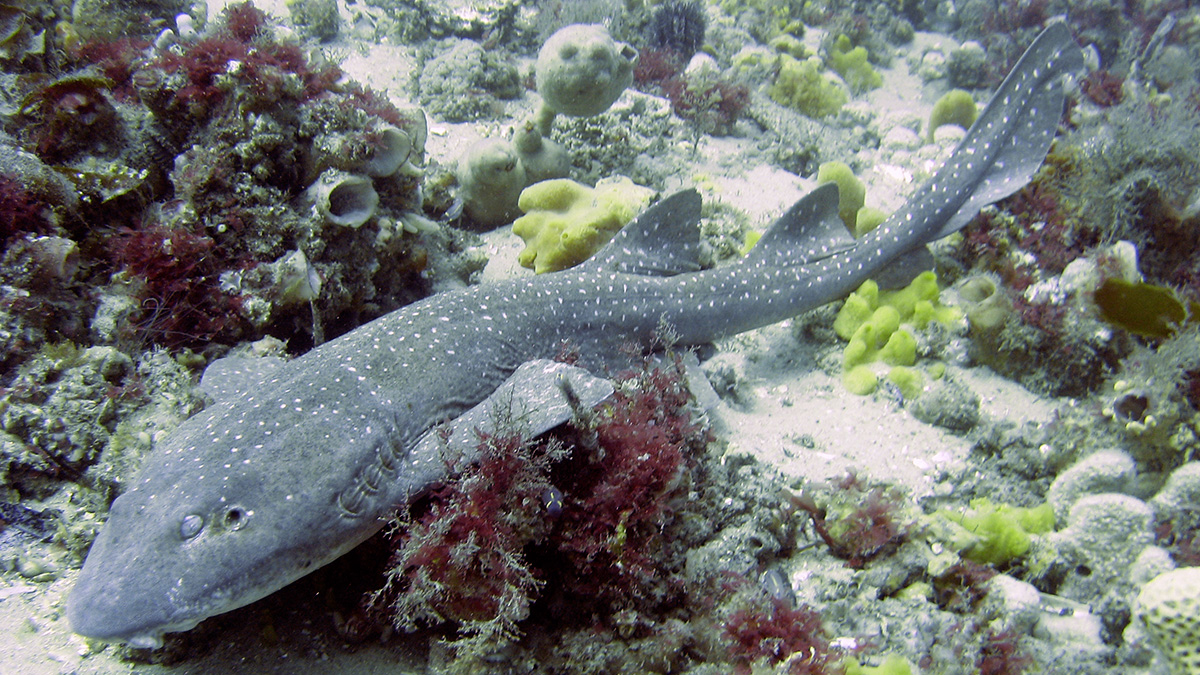
Blindhai
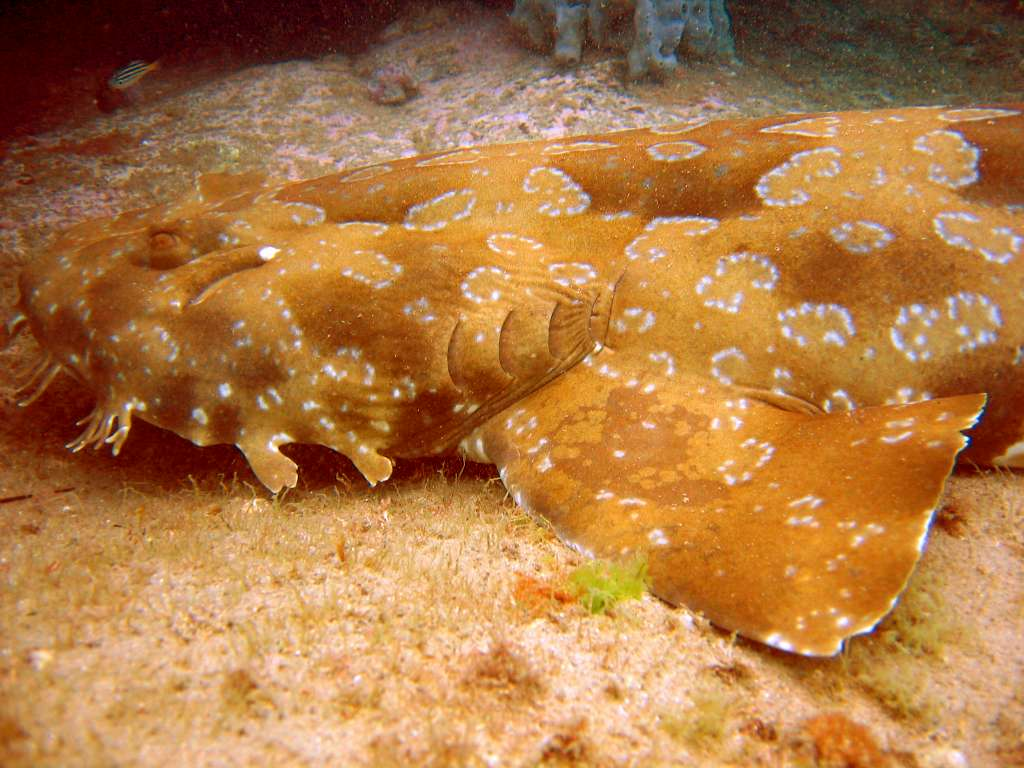
Teppichhai
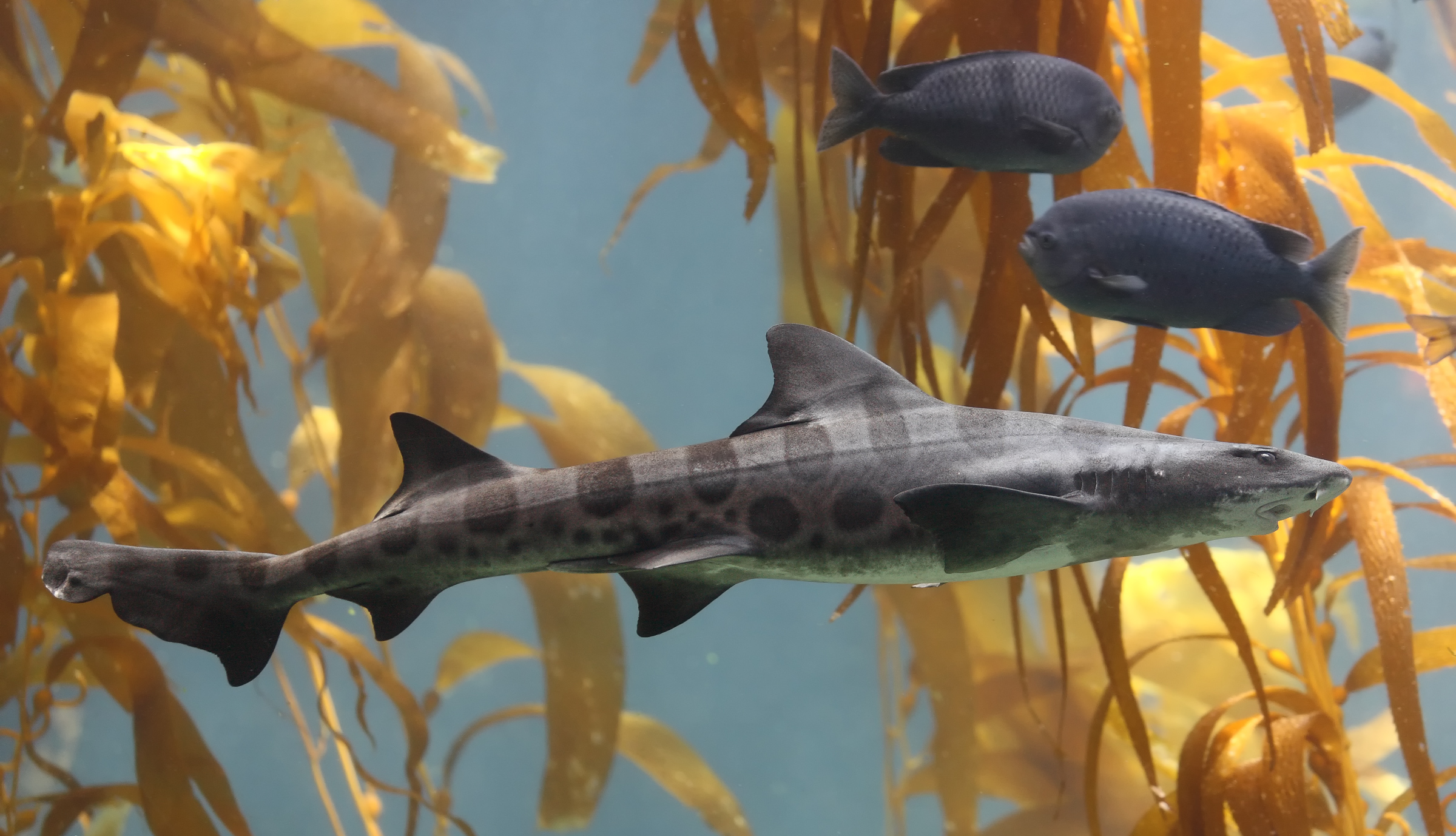
Leopardenhai

## Touristische Information
Im Schutzgebiet um die Insel, das sich im Meer bis auf eine Entfernung auf 500 Metern erstreckt, darf nicht gefischt werden. Wassersport wie das Tauchen und Schwimmen ist möglich.